# Spring Log Driving, Maine
Spring Log Driving, Maine è un cortometraggio muto del 1912. Non si conosce il nome del regista del film, un documentario girato nel Maine, che venne prodotto dalla Edison.

## Produzione
Il film fu prodotto dalla Edison Company.

## Distribuzione
Distribuito dalla General Film Company, il film - un cortometraggio in una bobina - uscì nelle sale cinematografiche degli Stati Uniti il 17 agosto 1912.